# Canton de Bourg-Lastic
Le canton de Bourg-Lastic est une ancienne division administrative française située dans le département du Puy-de-Dôme en région Auvergne.

## Géographie
Ce canton est organisé autour de Bourg-Lastic dans l'arrondissement de Clermont-Ferrand. Son altitude varie de 538 m (Savennes) à 1 002 m (Briffons) pour une altitude moyenne de 821 m.

## Histoire
De 1833 à 1848, les cantons de Bourg-Lastic, Herment (jusqu'en 1842) et Rochefort avaient le même conseiller général. Le nombre de conseillers généraux était limité à 30 par département.
Le canton a été supprimé à la suite du redécoupage des cantons du Puy-de-Dôme, appliqué le 25 février 2014 par décret. Les sept communes intègrent le nouveau canton de Saint-Ours.

## Représentation

### Conseillers généraux de 1833 à 2015
| Période           | Période      | Identité                                              | Étiquette        | Qualité                                                                                       |
| ----------------- | ------------ | ----------------------------------------------------- | ---------------- | --------------------------------------------------------------------------------------------- |
| 1833              | 1839         | Jean-Baptiste Sablon-Salviat                          |                  | Propriétaire à Laqueuille et à Saint-Julien-Puy-Lavèze                                        |
| 1839              | 1848         | Michel Bertrand (1774-1857)                           |                  | Médecin inspecteur des eaux au Mont-Dore Professeur à l'Ecole de Médecine de Clermont-Ferrand |
| 1848              | 1852         | Jean-Alexandre Fargeix                                | Républicain      | Notaire, juge de paix, maire de Bourg-Lastic, conseiller d'arrondissement                     |
| 1852              | 1874         | Guillaume Narjot de Toucy (1818-1883)                 |                  | Propriétaire, maire de Messeix                                                                |
| 1874              | 1884 (décès) | Jean-François Fargeix (petit-fils de Jean-A. Fargeix) | Républicain      | Notaire                                                                                       |
| 1884              | 1897 (décès) | Georges Chatard                                       | Républicain      | Juge et manufacturier, maire de Bourg-Lastic                                                  |
| 1897              | 1904         | Pierre Florand                                        | Républicain      | Docteur en médecine, maire de Bourg-Lastic, conseiller d'arrondissement                       |
| 1904              | 1909         | Maurice Chatard                                       | Républicain      | Sous-Préfet de Baume-les-Dames (Doubs)                                                        |
| 1909              | 1919         | Antoine Dugat-Bony                                    |                  | Adjoint au maire de Bourg-Lastic                                                              |
| 1919              | 1940         | Georges Moreau (1883-1950)                            | SFIO             | Médecin - Maire de Messeix (1919-1945) Nommé conseiller départemental en 1942                 |
|                   |              |                                                       |                  |                                                                                               |
| 1945              | 1950 (décès) | Georges Moreau                                        | RGR              | Médecin à Messeix                                                                             |
| 17 septembre 1950 | 1967         | Willy Mabrut (1907-1978)                              | SFIO             | Médecin, ancien résistant, maire de Bourg-Lastic (1945-1971)                                  |
| 1967              | 1979         | Jean Morellon                                         | FNRI puis UDF-PR | Médecin - Député (1969-1981) Maire de Messeix                                                 |
| 1979              | 1992         | Paul Passelaigue                                      | PS               | Employé de la Sécurité sociale minière Maire de Messeix (1983-1995)                           |
| 1992              | 2004         | Armand Blanchet                                       | UDF              | Charcutier Conseiller municipal de Messeix puis maire de Bourg-Lastic (2001 à 2008)           |
| 2004              | 2015         | Gilles Battut                                         | PS               | Rédacteur territorial Maire de Messeix (1995-2014)                                            |

### Conseillers d'arrondissement (de 1833 à 1940)
| Période                                  | Période          | Identité                     | Étiquette   | Qualité |
| ---------------------------------------- | ---------------- | ---------------------------- | ----------- | --- |
| 1833                                     | 1848             | Jean Alexandre Fargeix       |             | Notaire à Bourg-Lastic |
| 1848                                     | 1881 (décès)     | Louis Cohadon (1817-1881)    |             | Médecin, maire de Bourg-Lastic |
| 1881                                     | 1892             | François Coupat              | Républicain | Maire de Lastic |
| 1892                                     | 1897 (démission) | Pierre-Victor Florand        | Républicain | Docteur en médecine, maire de Bourg-Lastic                                                                                        |
| 21 nov. 1897                             | 1906 (décès)     | Jean Quainon (1838-1906)     |             | Cultivateur, maire de Briffons |
| 1906                                     | 1913             | François Maillot             | Radical     | Propriétaire à Bourg-Lastic |
| 1913                                     | 1919             | François Bordrionnet         | Radical     | Maire de Lastic |
| 1919                                     | 1925             | M. Bascoulergue              | Radical     | |
| 1925                                     | 1937             | Pierre Chassagny (1870-1944) | Radical     | Fileur de lin puis cafetier et horloger, maire de Bourg-Lastic massacré par les Allemands le 15 juillet 1944, Mort pour la France |
| 1937                                     | 1940             | Eugène Loubière (1899-1983)  | SFIO        | Propriétaire à Bourg-Lastic |
| 1940                                     |                  |                              |             | Les conseils d'arrondissement ont été suspendus par la loi du 12 octobre 1940 et n'ont jamais été réactivés                       |
| Les données manquantes sont à compléter. |                  |                              |             | |

## Composition
Le canton de Bourg-Lastic groupait 7 communes et comptait 2 964 habitants en 2012 (population municipale).
| Nom                      | Code Insee | Intercommunalité                   | Population (dernière pop. légale) |
| ------------------------ | ---------- | ---------------------------------- | --------------------------------- |
| Bourg-Lastic (chef-lieu) | 63048      | CC Chavanon Combrailles et Volcans | 886 (2014)                        |
| Briffons                 | 63053      | CC Chavanon Combrailles et Volcans | 287 (2014)                        |
| Lastic                   | 63191      | CC Chavanon Combrailles et Volcans | 108 (2014)                        |
| Messeix                  | 63225      | CC Chavanon Combrailles et Volcans | 1 088 (2014)                      |
| Saint-Julien-Puy-Lavèze  | 63370      | CC Dômes Sancy Artense             | 369 (2014)                        |
| Saint-Sulpice            | 63399      | CC Chavanon Combrailles et Volcans | 87 (2014)                         |
| Savennes                 | 63416      | CC Chavanon Combrailles et Volcans | 91 (2014)                         |

## Démographie
| 1962  | 1968  | 1975  | 1982  | 1990  | 1999  | 2006  | 2011  | 2012  |
| ----- | ----- | ----- | ----- | ----- | ----- | ----- | ----- | ----- |
| 6 795 | 6 382 | 5 203 | 4 700 | 3 723 | 3 377 | 3 139 | 2 961 | 2 964 |